# CONCACAF Gold Cup 2025/Finalrunde
Die Finalrunde des CONCACAF Gold Cups 2025 begann am 28. Juni 2025 mit dem Viertelfinale und endete mit dem Finale am 6. Juli 2025. An der Finalrunde nahmen die jeweiligen Gruppensieger und Gruppenzweiten teil.

## Spielplan
|  | Viertelfinale      | Viertelfinale |                    |       | Halbfinale | Halbfinale |  |  | Finale | Finale |
|  |                    |               |                    |       |            |            |  |  |        |        |
|  | Vereinigte Staaten | E2 (4)E       |                    |       |            |            |  |  |        |        |
|  | Costa Rica         | 2 (3)         |                    |       |            |            |  |  |        |        |
|  | Costa Rica         | 2 (3)         | Vereinigte Staaten | 2     |            |            |  |  |        |        |
|  |                    |               | Vereinigte Staaten | 2     |            |            |  |  |        |        |
|  |                    | Guatemala     | 1                  |       |            |            |  |  |        |        |
|  | Kanada             | Guatemala     | 1                  | 1 (5) |            |            |  |  |        |        |
|  | Kanada             |               |                    | 1 (5) |            |            |  |  |        |        |
|  | Guatemala          | E1 (6)E       |                    |       |            |            |  |  |        |        |
|  |                    |               | Vereinigte Staaten | 1     |            |            |  |  |        |        |
|  |                    | Mexiko        | 2                  |       |            |            |  |  |        |        |
|  | Mexiko             | 2             |                    |       |            |            |  |  |        |        |
|  | Saudi-Arabien      | 0             |                    |       |            |            |  |  |        |        |
|  | Saudi-Arabien      | 0             | Mexiko             | 1     |            |            |  |  |        |        |
|  |                    |               | Mexiko             | 1     |            |            |  |  |        |        |
|  |                    | Honduras      | 0                  |       |            |            |  |  |        |        |
|  | Panama             | Honduras      | 0                  | 1 (4) |            |            |  |  |        |        |
|  | Panama             |               |                    | 1 (4) |            |            |  |  |        |        |
|  | Honduras           | E1 (5)E       |                    |       |            |            |  |  |        |        |

E Sieg im Elfmeterschießen

## Viertelfinale

### Panama – Honduras 1:1 (1:0), 4:5 i.E.
| Panama                                                                                  | Panama | Honduras | Honduras |
| --------------------------------------------------------------------------------------- | --- | --- | -------- |
| Panama                                                                                  | \| 1. Viertelfinale \| \| 28. Juni 2025 um 16:15 Uhr (29. Juni um 1:15 Uhr MESZ) in Glendale (State Farm Stadium) \| \| Zuschauer: 45.255 \| \| Schiedsrichterin: Katia García ( Mexiko) \| \| Spielbericht \| | \| 1. Viertelfinale \| \| 28. Juni 2025 um 16:15 Uhr (29. Juni um 1:15 Uhr MESZ) in Glendale (State Farm Stadium) \| \| Zuschauer: 45.255 \| \| Schiedsrichterin: Katia García ( Mexiko) \| \| Spielbericht \|                                                                                           | Honduras |
| Panama                                                                                  | Orlando Mosquera – Michael Murillo, Fidel Escobar, Andrés Andrade (90.+3' José Córdoba), Jorge Gutiérrez (90.+3' Éric Davis) – Aníbal Godoy , Carlos Harvey, José Luis Rodríguez, Cristian Martínez (74. Víctor Griffith), Ismael Díaz – Tomás Rodríguez (74. Eduardo Guerrero) Cheftrainer: Thomas Christiansen ( Dänemark) | Edrick Menjívar – Luís Crisanto, Denil Maldonado , Julián Martínez, Joseph Rosales – Kervin Arriaga, Deybi Flores, Edwin Rodríguez (46. Dixon Ramírez), Jorge Álvarez (65. Carlos Pineda), Romell Quioto (66. Luis Palma) – Jorge Benguché (46. Anthony Lozano) Cheftrainer: Reinaldo Rueda ( Kolumbien) | Honduras |
| Panama                                                                                  | 1:0 Díaz (45.+1', Foulelfmeter) | 1:1 Lozano (82.) | Honduras |
| Panama                                                                                  | Elfmeterschießen | | Honduras |
| Panama                                                                                  | 1:0 Escobar 2:1 Díaz Godoy schießt gegen den rechten Pfosten 3:3 Harvey 4:4 Davis Guerrero schießt über das Tor | 1:1 Palma 2:2 Arriaga 2:3 Rosales 3:4 Maldonado Mosquera hält gegen Lozano 4:5 Pineda | Honduras |
| Panama                                                                                  | Díaz (58.), Gutiérrez (81.) | Martínez (45.+4'), Crisanto (49.) | Honduras |
| Panama                                                                                  | Spieler des Spiels: Edrick Menjívar (Honduras) | | Honduras |
| 1. Viertelfinale                                                                        | | |          |
| 28. Juni 2025 um 16:15 Uhr (29. Juni um 1:15 Uhr MESZ) in Glendale (State Farm Stadium) | | |          |
| Zuschauer: 45.255                                                                       | | |          |
| Schiedsrichterin: Katia García ( Mexiko)                                                | | |          |
| Spielbericht                                                                            | | |          |

### Mexiko – Saudi-Arabien 2:0 (0:0)
| Mexiko                                                                                  | Mexiko | Saudi-Arabien | Saudi-Arabien |
| --------------------------------------------------------------------------------------- | --- | --- | ------------- |
| Mexiko                                                                                  | \| 2. Viertelfinale \| \| 28. Juni 2025 um 19:15 Uhr (29. Juni um 4:15 Uhr MESZ) in Glendale (State Farm Stadium) \| \| Zuschauer: 45.255 \| \| Schiedsrichter: Lukasz Szpala ( Vereinigte Staaten) \| \| Spielbericht \|                                                                                 | \| 2. Viertelfinale \| \| 28. Juni 2025 um 19:15 Uhr (29. Juni um 4:15 Uhr MESZ) in Glendale (State Farm Stadium) \| \| Zuschauer: 45.255 \| \| Schiedsrichter: Lukasz Szpala ( Vereinigte Staaten) \| \| Spielbericht \| | Saudi-Arabien |
| Mexiko                                                                                  | Luis Malagón – Julián Araujo, Edson Álvarez , Johan Vásquez, Jesús Gallardo (60. Mateo Chávez) – Marcel Ruiz, Érik Lira, Gilberto Mora (73. Carlos Rodríguez) – Roberto Alvarado (85. Orbelín Pineda), Raúl Jiménez (60. Santiago Giménez), Alexis Vega (73. Julián Quiñones) Cheftrainer: Javier Aguirre | Nawaf al-Aqidi – Ali Majrashi (69. Marwan al-Sahafi), Abdulelah al-Amri (53. Mohammed Bakor), Abdullah Madu, Nawaf Boushal – Saud Abdulhamid, Ali al-Hassan (88. Faisal al-Ghamdi), Ziyad al-Johani, Abdulrahman al-Aboud (69. Abdullah al-Salem) – Firas al-Buraikan, Saleh al-Shehri (69. Turki al-Ammar) Cheftrainer: Hervé Renard ( Frankreich) | Saudi-Arabien |
| Mexiko                                                                                  | 1:0 Vega (49.) 2:0 Madu (81., Eigentor) | | Saudi-Arabien |
| Mexiko                                                                                  | Gallardo (45.+8') | Majrashi (45.+8'), al-Johani (78.) | Saudi-Arabien |
| Mexiko                                                                                  | Spieler des Spiels: Alexis Vega (Mexiko) | | Saudi-Arabien |
| 2. Viertelfinale                                                                        | | |               |
| 28. Juni 2025 um 19:15 Uhr (29. Juni um 4:15 Uhr MESZ) in Glendale (State Farm Stadium) | | |               |
| Zuschauer: 45.255                                                                       | | |               |
| Schiedsrichter: Lukasz Szpala ( Vereinigte Staaten)                                     | | |               |
| Spielbericht                                                                            | | |               |

### Kanada – Guatemala 1:1 (1:0), 5:6 i.E.
| Kanada                                                                         | Kanada | Guatemala | Guatemala |
| ------------------------------------------------------------------------------ | --- | --- | --------- |
| Kanada                                                                         | \| 3. Viertelfinale \| \| 29. Juni 2025 um 15:00 Uhr (22:00 Uhr MESZ) in Minneapolis (U.S. Bank Stadium) \| \| Zuschauer: 32.289 \| \| Schiedsrichter: Keylor Herrera ( Costa Rica) \| \| Spielbericht \| | \| 3. Viertelfinale \| \| 29. Juni 2025 um 15:00 Uhr (22:00 Uhr MESZ) in Minneapolis (U.S. Bank Stadium) \| \| Zuschauer: 32.289 \| \| Schiedsrichter: Keylor Herrera ( Costa Rica) \| \| Spielbericht \|                                                                                              | Guatemala |
| Kanada                                                                         | Dayne St. Clair – Alistair Johnston, Luc de Fougerolles, Derek Cornelius, Richie Laryea – Tajon Buchanan (58. Daniel Jebbison), Niko Sigur (71. Nathan Saliba), Mathieu Choinière, Jacob Shaffelburg – Jonathan David (90.+1' Promise David), Tani Oluwaseyi (71. Cyle Larin) Cheftrainer: Jesse Marsch ( Vereinigte Staaten) | Kenderson Navarro – Aaron Herrera, José Carlos Pinto , Nicolás Samayoa, José Morales – Stheven Robles, José Rosales (82. Rodrigo Saravia), Rudy Muñoz (71. Arquímides Ordóñez) – Olger Escobar (71. Pedro Altán), Rubio Rubin (77. Darwin Lom), Óscar Santis Cheftrainer: Luis Fernando Tena ( Mexiko) | Guatemala |
| Kanada                                                                         | 1:0 J. David (30., Foulelfmeter) | 1:1 Rubin (69.) | Guatemala |
| Kanada                                                                         | Elfmeterschießen | | Guatemala |
| Kanada                                                                         | 1:0 P. David 2:1 Jebbison 3:2 Cornelius 4:3 Choinière Navarro hält gegen Larin 5:4 Saliba de Fougerolles schießt an die Latte | 1:1 Santis 2:2 Samayoa 3:3 Herrera 4:4 Lom Pinto schießt über das Tor 5:5 Altán 5:6 Morales | Guatemala |
| Kanada                                                                         | Shaffelburg (40.) | Rubin (60.) | Guatemala |
| Kanada                                                                         | Shaffelburg (45.+4') | | Guatemala |
| Kanada                                                                         | Spieler des Spiels: Óscar Santis (Guatemala) | | Guatemala |
| 3. Viertelfinale                                                               | | |           |
| 29. Juni 2025 um 15:00 Uhr (22:00 Uhr MESZ) in Minneapolis (U.S. Bank Stadium) | | |           |
| Zuschauer: 32.289                                                              | | |           |
| Schiedsrichter: Keylor Herrera ( Costa Rica)                                   | | |           |
| Spielbericht                                                                   | | |           |

### Vereinigte Staaten – Costa Rica 2:2 (1:1), 4:3 i.E.
| Vereinigte Staaten                                                                        | Vereinigte Staaten | Costa Rica | Costa Rica |
| ----------------------------------------------------------------------------------------- | --- | --- | ---------- |
| Vereinigte Staaten                                                                        | \| 4. Viertelfinale \| \| 29. Juni 2025 um 18:00 Uhr (30. Juni um 1:00 Uhr MESZ) in Minneapolis (U.S. Bank Stadium) \| \| Zuschauer: 32.289 \| \| Schiedsrichter: Walter López ( Guatemala) \| \| Spielbericht \|                                                                               | \| 4. Viertelfinale \| \| 29. Juni 2025 um 18:00 Uhr (30. Juni um 1:00 Uhr MESZ) in Minneapolis (U.S. Bank Stadium) \| \| Zuschauer: 32.289 \| \| Schiedsrichter: Walter López ( Guatemala) \| \| Spielbericht \| | Costa Rica |
| Vereinigte Staaten                                                                        | Matt Freese – Alex Freeman, Chris Richards, Tim Ream , Max Arfsten (84. John Tolkin) – Tyler Adams, Luca de la Torre (78. Damion Downs), Sebastian Berhalter, Malik Tillman, Diego Luna (83. Jack McGlynn) – Patrick Agyemang (90. Brian White) Cheftrainer: Mauricio Pochettino ( Argentinien) | Keylor Navas – Carlos Mora (88. Kenay Myrie), Juan Pablo Vargas, Alexis Gamboa, Francisco Calvo – Orlando Galo, Alejandro Bran (74. Cristopher Núñez), Kenneth Vargas (58. Jefferson Brenes), Brandon Aguilera (58. Andy Rojas), Josimar Alcócer (88. Santiago van der Putten) – Alonso Martínez Cheftrainer: Miguel Herrera ( Mexiko) | Costa Rica |
| Vereinigte Staaten                                                                        | 1:1 Luna (43.) 2:1 Arfsten (47.) | 0:1 Calvo (12., Foulelfmeter) 2:2 Martínez (71.) | Costa Rica |
| Vereinigte Staaten                                                                        | Elfmeterschießen | | Costa Rica |
| Vereinigte Staaten                                                                        | 1:1 Adams 2:1 Tillman Berhalter schießt über das Tor 3:3 Freeman Navas hält gegen Tolkin 4:3 Downs | 0:1 Martínez Freese hält gegen J. Vargas 2:2 van der Putten 2:3 Brenes Freese hält gegen Calvo Freese hält gegen Rojas | Costa Rica |
| Vereinigte Staaten                                                                        | Richards (38.) | J. Vargas (35.), K. Vargas (38.), Alcócer (68.) | Costa Rica |
| Vereinigte Staaten                                                                        | Spieler des Spiels: Max Arfsten (Vereinigte Staaten) | | Costa Rica |
| 4. Viertelfinale                                                                          | | |            |
| 29. Juni 2025 um 18:00 Uhr (30. Juni um 1:00 Uhr MESZ) in Minneapolis (U.S. Bank Stadium) | | |            |
| Zuschauer: 32.289                                                                         | | |            |
| Schiedsrichter: Walter López ( Guatemala)                                                 | | |            |
| Spielbericht                                                                              | | |            |

## Halbfinale

### Vereinigte Staaten – Guatemala 2:1 (2:0)
| Vereinigte Staaten                                                                   | Vereinigte Staaten | Guatemala | Guatemala |
| ------------------------------------------------------------------------------------ | --- | --- | --------- |
| Vereinigte Staaten                                                                   | \| 1. Halbfinale \| \| 2. Juli 2025 um 18:00 Uhr (3. Juli um 1:00 Uhr MESZ) in St. Louis (Citypark Stadium) \| \| Zuschauer: 22.423 \| \| Schiedsrichter: Oshane Nation ( Jamaika) \| \| Spielbericht \| | \| 1. Halbfinale \| \| 2. Juli 2025 um 18:00 Uhr (3. Juli um 1:00 Uhr MESZ) in St. Louis (Citypark Stadium) \| \| Zuschauer: 22.423 \| \| Schiedsrichter: Oshane Nation ( Jamaika) \| \| Spielbericht \| | Guatemala |
| Vereinigte Staaten                                                                   | Matt Freese – Alex Freeman, Chris Richards, Tim Ream , Max Arfsten (85. Walker Zimmerman) – Tyler Adams (77. Jack McGlynn), Luca de la Torre (58. Brenden Aaronson), Sebastian Berhalter, Malik Tillman, Diego Luna (77. John Tolkin) – Patrick Agyemang (85. Damion Downs) Cheftrainer: Mauricio Pochettino ( Argentinien) | Kenderson Navarro – Aaron Herrera, José Carlos Pinto , Nicolás Samayoa, José Morales – Óscar Santis, Stheven Robles (65. Jonathan Franco), José Rosales (65. Óscar Castellanos), Rudy Muñoz (65. Olger Escobar) – Rubio Rubin (70. Darwin Lom), Pedro Altán (70. Arquímides Ordóñez) Cheftrainer: Luis Fernando Tena ( Mexiko) | Guatemala |
| Vereinigte Staaten                                                                   | 1:0 Luna (4.) 2:0 Luna (15.) | 2:1 Escobar (80.) | Guatemala |
| Vereinigte Staaten                                                                   | Richards (45.+1'), Luna (51.), de la Torre (55.), Freese (77.) | Robles (49.), Santis (90.+4') | Guatemala |
| Vereinigte Staaten                                                                   | Spieler des Spiels: Diego Luna (Vereinigte Staaten) | | Guatemala |
| 1. Halbfinale                                                                        | | |           |
| 2. Juli 2025 um 18:00 Uhr (3. Juli um 1:00 Uhr MESZ) in St. Louis (Citypark Stadium) | | |           |
| Zuschauer: 22.423                                                                    | | |           |
| Schiedsrichter: Oshane Nation ( Jamaika)                                             | | |           |
| Spielbericht                                                                         | | |           |

### Mexiko – Honduras 1:0 (0:0)
| Mexiko                                                                               | Mexiko | Honduras | Honduras |
| ------------------------------------------------------------------------------------ | --- | --- | -------- |
| Mexiko                                                                               | \| 2. Halbfinale \| \| 2. Juli 2025 um 19:00 Uhr (3. Juli um 4:00 Uhr MESZ) in Santa Clara (Levi’s Stadium) \| \| Zuschauer: 70.975 \| \| Schiedsrichter: Juan Gabriel Calderón ( Costa Rica) \| \| Spielbericht \|                                                                                    | \| 2. Halbfinale \| \| 2. Juli 2025 um 19:00 Uhr (3. Juli um 4:00 Uhr MESZ) in Santa Clara (Levi’s Stadium) \| \| Zuschauer: 70.975 \| \| Schiedsrichter: Juan Gabriel Calderón ( Costa Rica) \| \| Spielbericht \|                                                                                       | Honduras |
| Mexiko                                                                               | Luis Malagón – Julián Araujo, César Montes, Johan Vásquez, Mateo Chávez (71. César Huerta) – Gilberto Mora (77. Santiago Giménez), Edson Álvarez , Marcel Ruiz (90.+2' Érik Lira) – Roberto Alvarado (71. Jesús Orozco), Raúl Jiménez (90.+1' Orbelín Pineda), Alexis Vega Cheftrainer: Javier Aguirre | Edrick Menjívar – Luís Crisanto, Denil Maldonado , Julián Martínez, Joseph Rosales – Dixon Ramírez, Kervin Arriaga, Deybi Flores (89. Edwin Rodríguez), Romell Quioto (71. Luis Palma) – Jorge Álvarez (84. Carlos Pineda), Anthony Lozano (71. Yustin Arboleda) Cheftrainer: Reinaldo Rueda ( Kolumbien) | Honduras |
| Mexiko                                                                               | 1:0 Jiménez (50.) | | Honduras |
| Mexiko                                                                               | Ochoa (13., Bank), M. Chávez (47.), Orozco (83.), Araujo (89.), Lira (90.+6') | Crisanto (24.), Lozano (36.), Arboleda (72.), Arriaga (76.) | Honduras |
| Mexiko                                                                               | Spieler des Spiels: Raúl Jiménez (Mexiko) | | Honduras |
| 2. Halbfinale                                                                        | | |          |
| 2. Juli 2025 um 19:00 Uhr (3. Juli um 4:00 Uhr MESZ) in Santa Clara (Levi’s Stadium) | | |          |
| Zuschauer: 70.975                                                                    | | |          |
| Schiedsrichter: Juan Gabriel Calderón ( Costa Rica)                                  | | |          |
| Spielbericht                                                                         | | |          |

## Finale

### Vereinigte Staaten – Mexiko 1:1 (1:2)
| Vereinigte Staaten                                                            | Vereinigte Staaten | Mexiko | Mexiko |
| ----------------------------------------------------------------------------- | --- | --- | ------ |
| Vereinigte Staaten                                                            | \| Finale \| \| 6. Juli 2025 um 18:00 Uhr (7. Juli um 1:00 Uhr MESZ) in Houston (NRG Stadium) \| \| Zuschauer: 70.925 \| \| Schiedsrichter: Mario Escobar ( Guatemala) \| \| Spielbericht \| | \| Finale \| \| 6. Juli 2025 um 18:00 Uhr (7. Juli um 1:00 Uhr MESZ) in Houston (NRG Stadium) \| \| Zuschauer: 70.925 \| \| Schiedsrichter: Mario Escobar ( Guatemala) \| \| Spielbericht \|                                                                                       | Mexiko |
| Vereinigte Staaten                                                            | Matt Freese – Alex Freeman, Chris Richards, Tim Ream , Max Arfsten (86. John Tolkin) – Tyler Adams (82. Jack McGlynn), Luca de la Torre (69. Damion Downs), Sebastian Berhalter, Malik Tillman, Diego Luna (86. Brenden Aaronson) – Patrick Agyemang Cheftrainer: Mauricio Pochettino ( Argentinien) | Luis Malagón – Jorge Sánchez (86. Israel Reyes), César Montes, Johan Vásquez, Jesús Gallardo – Edson Álvarez , Gilberto Mora (75. Orbelín Pineda), Marcel Ruiz – Roberto Alvarado (87. César Huerta), Raúl Jiménez (86. Santiago Giménez), Alexis Vega Cheftrainer: Javier Aguirre | Mexiko |
| Vereinigte Staaten                                                            | 1:0 Richards (4.) | 1:1 Jiménez (27.) 1:2 Ed. Álvarez (77.) | Mexiko |
| Vereinigte Staaten                                                            | Adams (63.) | Montes (44.), Jiménez (85.) | Mexiko |
| Vereinigte Staaten                                                            | Spieler des Spiels: Raúl Jiménez (Mexiko) | | Mexiko |
| Finale                                                                        | | |        |
| 6. Juli 2025 um 18:00 Uhr (7. Juli um 1:00 Uhr MESZ) in Houston (NRG Stadium) | | |        |
| Zuschauer: 70.925                                                             | | |        |
| Schiedsrichter: Mario Escobar ( Guatemala)                                    | | |        |
| Spielbericht                                                                  | | |        |